# Коронационный киш
Коронационный киш (англ. Coronation quiche) — пирог, выбранный Карлом III и королевой Камиллой в качестве фирменного блюда на праздновании их коронации в мае 2023 года.
Официальный сайт британской королевской семьи описал блюдо как «глубокий киш с хрустящей корочкой из лёгкого теста и нежным вкусом шпината, бобов и свежего эстрагона», его можно есть как горячим, так и холодным. Киш подавали во время большого коронационного обеда во время празднования коронации.
Блюдо было придумано королевским шеф-поваром Марком Фланаганом. Киш был выбран из-за его универсальности, поскольку его можно есть как горячим, так и холодным, он доступен по цене и его легко приготовить, а также его можно легко адаптировать к различным диетическим требованиям.

## Рецепт
Рецепт рассчитан на шесть человек. В качестве ингредиентов для теста используются мука, соль, масло, топлёный жир и молоко; начинка также включает молоко, жирные густые сливки, яйца, эстрагон, соль, перец, сыр чеддер, шпинат и бобы или соевые бобы.
Ранее Чарльз заявлял о своём пристрастии к блюдам из яиц, особенно к яичнице-болтунье.

## Критика
Многие из приглашённых сочли киш «на удивление вкусным», дегустаторы оценили его в среднем на 9/10. Однако член парламента от консерваторов Джейкоб Рис-Могг назвал блюдо отвратительным. Ситуация осложнялась тем, что в апреле, за месяц до коронации Чарльза, ещё не наступил сезон для сбора бобов. Кроме того, не все приглашённые могли попробовать киш. Для его выпечки требуется топлёный жир, а он является пищевым запретом для вегетарианцев, веганов, иудеев и мусульман. К тому же яйца на тот момент (начало 2023 года) были в дефиците из-за птичьего гриппа. Покупка ингредиентов в итоге оценивалась в 14 фунтов стерлингов, что было недёшево во время кризиса стоимости жизни в Великобритании. Тем не менее, супермаркеты значительно увеличили объёмы продаж пирогов-кишей и праздничной еды в преддверии коронации. В среднем стоимость киша составляла 2,45 фунта стерлингов.

### Коронационный пирог
Эвелин Мюллер-Дерво, главный профи французского Братства пирогов Лотарингии (фр. Confrérie de la Quiche Lorraine), не согласилась с названием «киш», дав, по её мнению, более точное название — «пикантный тарт». Лоран Милтген-Делиншам, член Братства, заявил, что блюдо лучше бы отражало британский дух, если бы его назвали «тартом». The Daily Telegraph сообщила о французской претензии, что этот киш следовало бы назвать фланом.